# 春野杏
春野杏（日语：／ Haruno Anzu，1994年10月30日—）是神奈川縣出身的日本女性聲優，ARTSVISION所屬。日本播音演技研究所畢業。

## 演出作品
粗體字為主要角色。

### 電視動畫
2016年
- 小桃小栗 Love Love物語（女學生）
- LoveLive! Sunshine!!（女學生）
- 卡片戰鬥先導者G NEXT（女學生）

2017年
- 烏菈菈迷路帖（優蕾露）
- 南鎌倉高校女子自行車社（一年級生）
- MARGINAL#4 由KISS開始創造的Big Bang（女客人C）
- 快盜天使BREAK（小學女生、女學生）
- 潔癖男子青山！（後藤萌香[2]）
- 咕嚕咕嚕魔法陣（蕾比雅）
- Gamers 電玩咖！（小孩）
- 調教咖啡廳（星川麻冬[3]）

2018年
- 愛在雨過天晴時（美依、店員、女孩子）
- 霸穹 封神演義（靈獸的小孩）
- 重神機潘多拉（チュン・ウー）
- 和風喫茶鹿楓堂（女孩）
- 工作細胞（血小板1、血小板3、紅血球3、紅血球4）
- 暮光幻影（小孩B）
- 搖曳莊的幽奈小姐（信樂小柚[4]）
- 梅露可物語 -無精打采的少年與瓶中少女-（柯澤特）

2019年
- 關於我轉生變成史萊姆這檔事（菈米莉絲）
- Star☆Twinkle 光之美少女（天宮杏奈、學生、男孩子、女學生）
- 魔法水果籃（女學生、山岸美緒）
- Dr.STONE 新石紀（學生）
- 只要長得可愛，即使是變態你也喜歡嗎？（藤本彩乃[5]、現充女子）
- 街角魔族（光之球）
- JoJo的奇妙冒險 黃金之風（女孩）
- 美妙射擊部（學生）
- 我們真的學不來！第2期（美滿純潔）

2020年
- 魔法水果籃 2nd season（山岸美緒）
- 球詠（大野彩優美）
- 新櫻花大戰 the Animation（小孩B）
- 夢夢貓（粉絲俱樂部社員A）
- 熊熊勇闖異世界（安絲）
- 暮蟬悲鳴時業（同班同學、女子）

2021年
- 工作細胞!!（血小板〈副隊長〉）
- 堀與宮村（女子高中生）
- 再見了，我的克拉默（御徒町紀子、女學生）
- 魔法水果籃 The Final（山岸美緒）
- 不要欺負我，長瀞同學（女子）
- 暮蟬悲鳴時卒（女子）
- 關於我轉生變成史萊姆這檔事 第2期（菈米莉絲）
- Love Live! Superstar!!
- 境界戰機（男孩子）

2022年
- 處刑少女的生存之道（少女〈萬魔殿〉[6]）
- 蠟筆小新（觀眾F）
- Extreme Hearts（花見澤杏菜）
- 呆萌酷男孩（打工女子、女高中生）
- 我想成為影之強者！（女學生）
- 戀愛Flops（各國小愛愛）

2023年
- 尼爾：自動人形 Ver1.1a（操作員）
- 飆速宅男 LIMIT BREAK（觀眾）
- 為美好的世界獻上爆焰！（通心粉）
- 熊熊勇闖異世界PUNCH！（安絲）
- 獻祭公主與獸王（艾爾）
- 滿懷美夢的少年是現實主義者（夏川愛莉）

2024年
- 關於我轉生變成史萊姆這檔事 第3期（菈米莉絲[7]）
- 蔚藍檔案 The Animation（頭盔團首領）
- ATRI -My Dear Moments-（名波凜凜花[8]）

### 劇場動畫
2022年
- 劇場版 關於我轉生變成史萊姆這檔事 紅蓮之絆篇（菈米莉絲）

2024年
- Code Geass 奪回的Rozé（佐野悠里[9]）

2026年
- 劇場版 關於我轉生變成史萊姆這檔事 蒼海之淚篇（菈米莉絲[10]）

### OVA
2018年
- 搖曳莊的幽奈小姐（信樂小柚）※漫畫第11、12、13卷動畫BD同梱限定版
- 噬血狂襲III（蘭）

### 網路動畫
2016年
- 小桃小栗 Love Love物語（女學生）

### 遊戲
2015年
- 少女射擊 GALGUN DOUBLE PEACE（日语：ぎゃる☆がん だぶるぴーす）
- 激鬥學園（一寸縫衣）
- 白貓Project（恰比）
- 戰國姬譚MURAMASA-雅-（日语：戦国姫譚MURAMASA-雅-）（百地丹波）
- 天空艦隊
- 魔女異聞錄：伊絲塔利亞傳說
- 魔物娘☆後宮（格拉塞）

2016年
- 戰國姬譚MURAMASA-雅-（幼城）
- 小小亞瑟王（日语：征戦!エクスカリバー）（李維拉·芬里厄）

2017年
- 最終騎士 -X fragments-（阿爾瑪[11]）

2018年
- 閃耀幻想曲（星川麻冬）
- 搖曳莊的幽奈小姐 溫泉迷宮（信樂小柚[12]）
- 少女前線（C-MS）
- 王之逆襲 （拉薇兒）

2019年
- 星鳴迴響（分道多希）

2020年
- 魔法禁书目录 幻想收束（黑夜海鸟）
- 白貓Project（比司吉塔）

2021年
- 明日方舟（绮良）

2023年
- Fate/Grand Order（旺吉納（英语：Wandjina））

### 廣播節目
- 天津向presents 新人聲優四巴廣播（2017年，超！A&G+[13]）
- 調教咖啡廳電台「STILE STYLE！」（2017年 - 2018年，音泉）[14]

## 外部連結
- 事務所官方簡介 （页面存档备份，存于）（日語）
- 春野杏Twitter（页面存档备份，存于）（日語）